# Рекла је
Рекла је (енгл. She Said) амерички је биографски филм из 2022. године, у режији Марије Шрадер, по сценарију Ребеке Ленкјевич. Темељи се на истоименој књизи Џоди Кантор и Меган Туи, новинарки листа -The New York Times}- које су разоткриле историју сексуалног злостављања жена од стране Харвија Вајнстина. Туијеву глуми Кери Малиган, а Канторову Зои Казан, док су у споредним улогама: Патриша Кларксон, Андре Брауер, Џенифер Или и Саманта Мортон.
Премијерно је приказан 13. октобра 2022. године у Њујорку, док је 18. новембра пуштен у биоскопе у САД, односно 17. новембра у Србији. Добио је углавном позитивне рецензије критичара, који су посебно похвалили сценарио и глуму Казанове и Малиганове.

## Радња
Двоструко номинована за Оскара Кери Малиган и Зои Казан глуме новинарке листа The New York Times које су заједно разоткриле једну од најважнијих прича у једној генерацији — прича која је помогла покретању покрета Me Too, разбила деценије ћутања око теме сексуалног напада у Холивуду и заувек променила америчку културу.

## Улоге
| Глумац             | Улога          |
| ------------------ | -------------- |
| Кери Малиган       | Меган Туи      |
| Зои Казан          | Џоди Кантор    |
| Патриша Кларксон   | Ребека Корбет  |
| Андре Брауер       | Дин Баке       |
| Џенифер Или        | Лора Маден     |
| Саманта Мортон     | Зелда Перкинс  |
| Ешли Џад           | себе           |
| Адам Шапиро        | Рон Либер      |
| Питер Фридман      | Лани Дејвис    |
| Зак Гренијер       | Ирвин Рајтер   |
| Том Пелфри         | Џим Рутман     |
| Шон Кален          | Ланс Мејров    |
| Анџела Јео         | Роуена Чију    |
| Анастазија Барзи   | Лиса Блум      |
| Кели Маквејл       | Роуз Макгауан  |
| Мајк Хјустон       | Харви Вајнстин |
| Џејмс Остин Џонсон | Доналд Трамп   |
| Сара Ен Масе       | Емили Стил     |
| Гвинет Палтроу     | себе           |